# Tsukiji-Fischmarkt

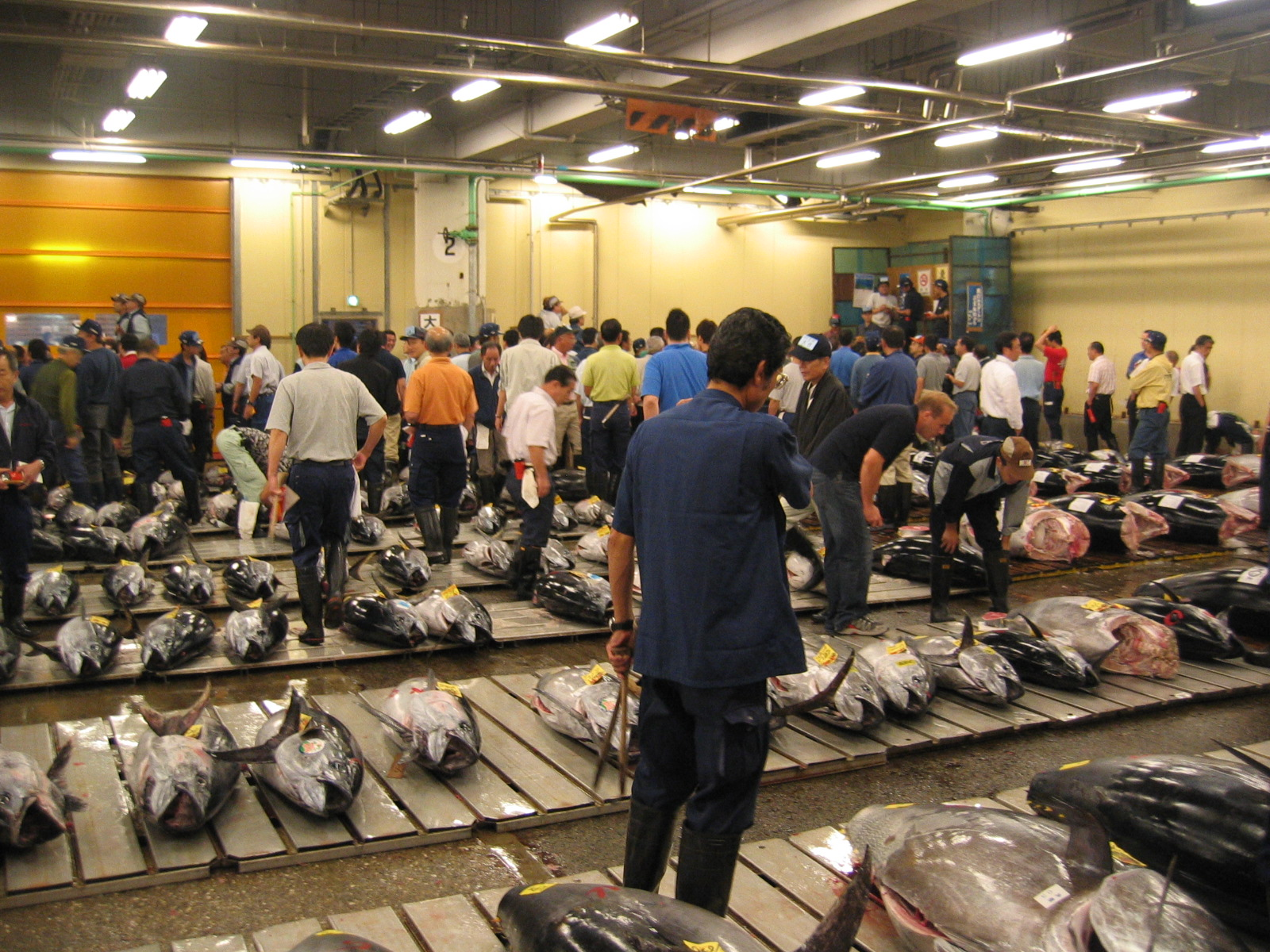
Auktion auf dem Tsuikiji-Fischmarkt

Der Tsukiji-Fischmarkt (jap. 築地市場 Tsukiji shijō, deutsch ‚Tsukiji-Markt‘) im namensgebenden Stadtviertel Tsukiji des Tokioter Stadtbezirks Chūō galt als größter Fischmarkt weltweit. Der Markt in Tsukiji war Teil des zentralen Großmarkts, die oft und auch hier verwendete Bezeichnung des Marktes für Ausländer ist insofern irreführend, als in Tsukiji neben Fisch auch Gemüse und Früchte gehandelt wurden.

## Bedeutung
Im Jahr 2003 wurden vom zentralen Großmarkt – weitere Fischmärkte befinden sich in Ōta und Adachi – 615.409 Tonnen (2.246 Tonnen täglich) Fisch und Meeresfrüchte umgesetzt. Rund 90 % des vorgenannten Handelsvolumen entfiel hierbei auf den Tsukiji-Fischmarkt.

## Geschichte

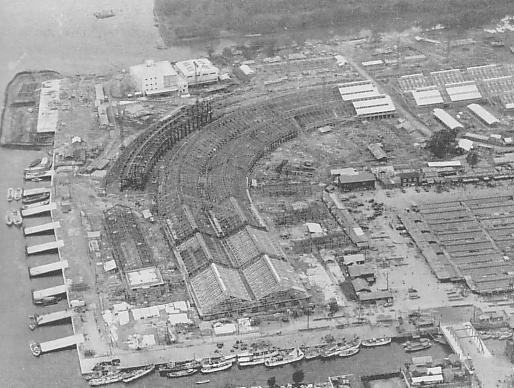
Tsukiji-Fischmarkt während seines Baus (1935)

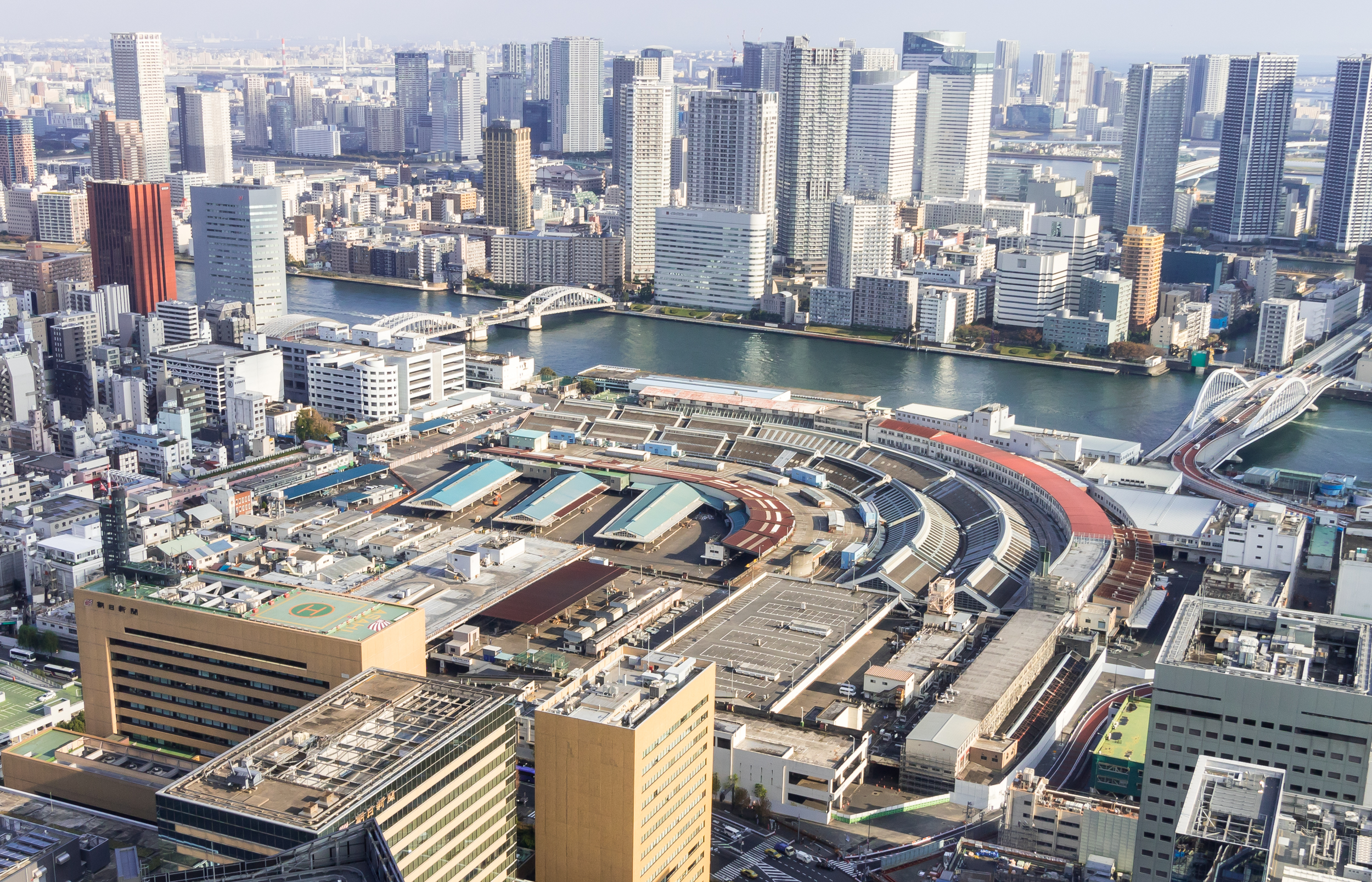
Tsukiji-Fischmarkt (2018)

Die geschichtlichen Wurzeln des Fischmarktes reichen bis ins 16. Jahrhundert zurück, als der Shōgun Tokugawa Ieyasu Fischer aus Osaka nach Edo brachte, um seinen Hof mit Fisch zu versorgen. Er gab ihnen auch die Erlaubnis, den nicht an den Hof gelieferten Fisch in der Nähe der Nihombashi zu verkaufen. Parallel entwickelte sich auch der Handel mit Gemüse und Früchten. Der Markt wurde 1923 durch das Große Kantō-Erdbeben stark zerstört, wurde allerdings in Nihombashi wieder aufgebaut. Erst im Jahre 1935 erfolgte der Umzug nach Tsukiji, wobei die Gebäude im Stil der Neuen Sachlichkeit errichtet wurden.
Nach dem Willen des früheren Gouverneurs der Präfektur Tokio, Shintarō Ishihara, sollte der Markt bis zum Ende des Fiskaljahres 2014 (März 2015) in den rund 2 km entfernten Stadtteil Toyosu im Bezirk Kōtō verlegt werden. Die Demokratische Partei, die von 2009 bis 2013 stärkste Kraft im Präfekturparlament war, lehnte den Umzugsstandort in einem früheren Gaswerk jedoch zunächst ab, der mit karzinogenen Substanzen kontaminiert war, gab aber letztlich ihren Widerstand auf und stimmte in den Haushaltsberatungen für das Fiskaljahr 2012 mehrheitlich zu, den Umzug zu finanzieren.
Nachdem der Umzugstermin wegen der schädlichen Substanzen im Boden mehrfach verschoben worden war, sollte die endgültige Stilllegung auch wegen einer Rattenplage im November 2016 erfolgen, die dann jedoch von Gouverneurin Yuriko Koike im August 2016 auf Oktober 2018 verschoben wurde. Bislang boten rund 900 Händler bis zu 480 Arten an Meerestieren im Wert von umgerechnet rund 14 Millionen Euro täglich an. Am 5. Oktober 2018 begann der Umzug und wurde am 11. Oktober abgeschlossen.
Auf dem bisherigen Gelände soll unter anderem ein temporäres Pressezentrum für die Olympischen Sommerspiele 2020 entstehen.